# Collinwood
Collinwood é uma cidade localizada no estado norte-americano de Tennessee, no Condado de Wayne.

## Demografia
Segundo o censo norte-americano de 2000, a sua população era de 1024 habitantes.
Em 2006, foi estimada uma população de 1036, um aumento de 12 (1.2%).

## Geografia
De acordo com o United States Census Bureau tem uma área de
7,2 km², dos quais 7,2 km² cobertos por terra e 0,0 km² cobertos por água. Collinwood localiza-se a aproximadamente 300 m acima do nível do mar.

## Localidades na vizinhança
O diagrama seguinte representa as localidades num raio de 36 km ao redor de Collinwood.